# Vilela (Rodeiro)
Vilela (oficialmente Santa María de Vilela) es una parroquia española del municipio de Rodeiro, perteneciente a la provincia de Pontevedra, en la comunidad autónoma de Galicia.

## Historia
Hacia mediados del siglo XIX, la parroquia, ya por entonces perteneciente a Rodeiro, tenía contabilizada una población de 85 habitantes. Aparece descrita en el decimosexto y último volumen del Diccionario geográfico-estadístico-histórico de España y sus posesiones de Ultramar de Pascual Madoz con las siguientes palabras:

VILELA (Sta. Maria): felig. en la prov. de Pontevedra (11 1/2 leg.), part. jud. de Lalin (2), dióc. de Lugo (9), ayun. de Rodeiro. sit. en la falda occidental del monte Faro; con libre ventilacion; clima frio y sano. Tiene 17 casas en las ald. de Cantelle, Iglesia, Salvorin, y Vagarelas. La iglesia parr. (Sta. Maria) está servida por un cura de provision en concurso. Confina N. Salto; Portela S.; San Salvador de Camba al E. El terreno es de inferior calidad. prod.: maiz, centeno, y pastos; hay ganado vacuno, mular, lanar y cabrio; caza de conejos, liebres, corzos, jabalies etc. pobl.: 17 vec., 85 alm. contr.: con su ayunt. (V.).
(Madoz, 1850, p. 90)

En 2023, tenía empadronados 78 habitantes.